# دان هيويت أوينز
دان هيويت أوينز (بالإنجليزية: Dan Hewitt Owens)‏ هو ممثل أمريكي، ولد في 5 يوليو 1947 في أمهيرست في الولايات المتحدة.

## أعمال

### أفلام
- (2013) فيغاس الأخيرة[4]
- (2015) أماكن مظلمة[5]
- (2015) سمعتنا في أزمة[6]

### مسلسلات
- جوال تكساس ووكر

## وصلات خارجية
- دان هيويت أوينز على موقع IMDb (الإنجليزية)
- دان هيويت أوينز على موقع ألو سيني (الفرنسية)
- دان هيويت أوينز على موقع أول موفي (الإنجليزية)
- دان هيويت أوينز على موقع قاعدة بيانات الفيلم (الإنجليزية)
- دان هيويت أوينز على موقع كينوبويسك (الروسية)